# Panorpa picta
Panorpa picta is een insect uit de orde van de schorpioenvliegen (Mecoptera), familie van de schorpioenvliegen (Panorpidae). De wetenschappelijke naam van de soort is voor het eerst geldig gepubliceerd door Hagen in 1863.
De soort komt voor in Turkije.